# Oligonychus oenotherae
Oligonychus oenotherae är en spindeldjursart som beskrevs av Frank Jason Smiley och Baker 1995. Oligonychus oenotherae ingår i släktet Oligonychus och familjen Tetranychidae. Inga underarter finns listade i Catalogue of Life.